# Voigtsgrün (Hirschfeld)

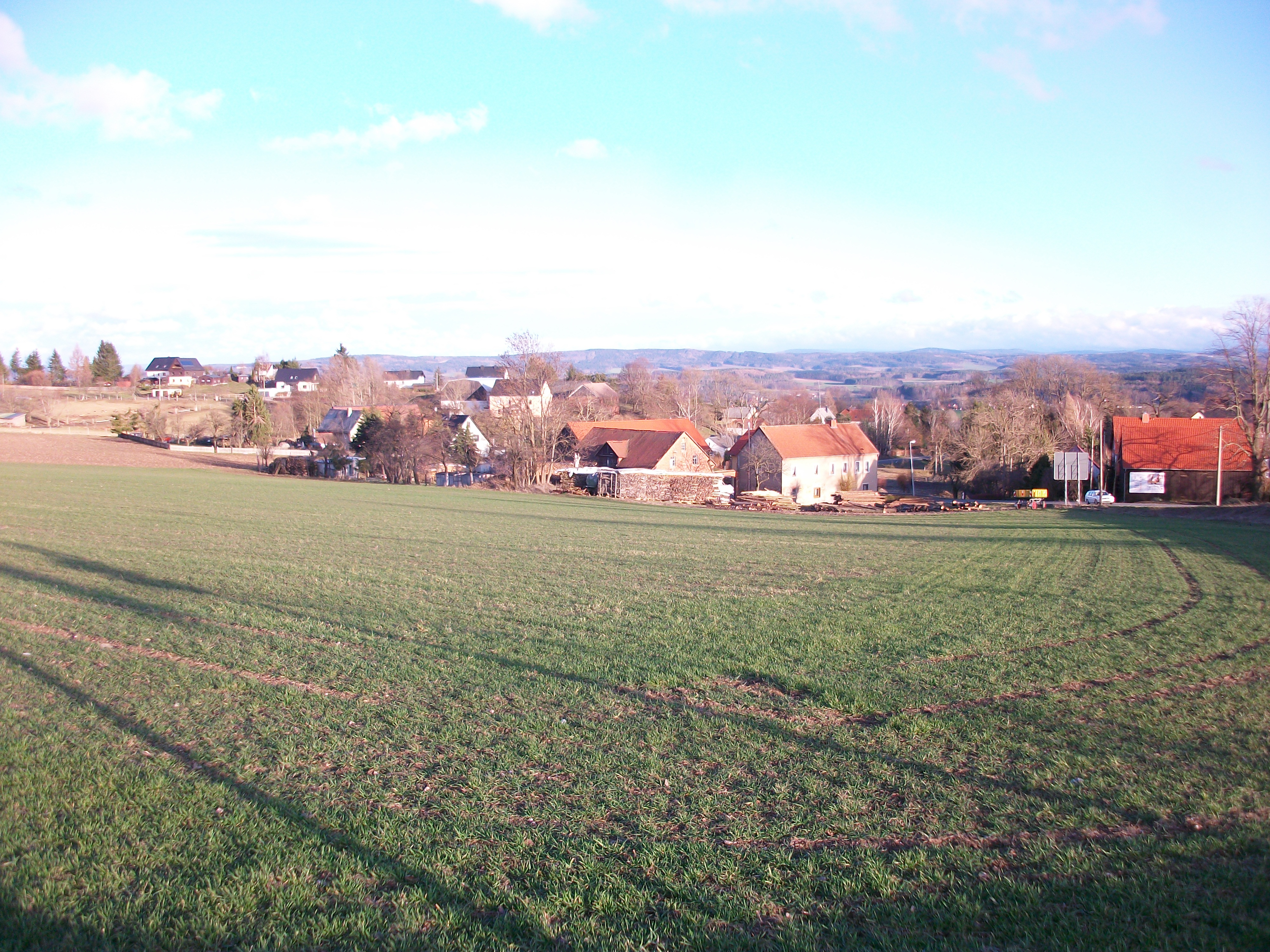
Ortsansicht von Voigtsgrün

Voigtsgrün ist ein Ortsteil der Gemeinde Hirschfeld im Landkreis Zwickau in Sachsen. Der überregional durch den Tierpark Hirschfeld bekannte Ort wurde am 1. Juli 1950 nach Hirschfeld eingemeindet. Er wird im Gegensatz zu Niedercrinitz nicht als offizieller Ortsteil ausgewiesen.

## Geographie

### Lage
Voigtsgrün liegt im Nordwesten der Gemeinde Hirschfeld. Bezüglich des Naturraums liegt der Ort im Nordwesten des Westerzgebirges (Kirchberger Granitgebiet) am Übergang zum Vogtland und zum Erzgebirgsbecken. Während der eigentliche Ort mit dem Tierpark Hirschfeld südlich der A72 liegt, befindet sich der an der Bahnstrecke Zwickau–Falkenstein liegende Bahnhof Voigtsgrün mit dem Gewerbegebiet nördlich der Autobahn. Die Gaststätte „Voigtsgrün“ bildet den höchsten Punkt des Orts Voigtsgrün und der gesamten Gemeinde Hirschfeld. Südlich des Tierparks Hirschfeld verläuft der „Sächsische Jakobsweg“.

### Nachbarorte
|                | Ebersbrunn                                  | Rottmannsdorf |
| Hauptmannsgrün | Kompassrose, die auf Nachbargemeinden zeigt |               |
| Oberheinsdorf  | Irfersgrün                                  | Hirschfeld    |

## Geschichte

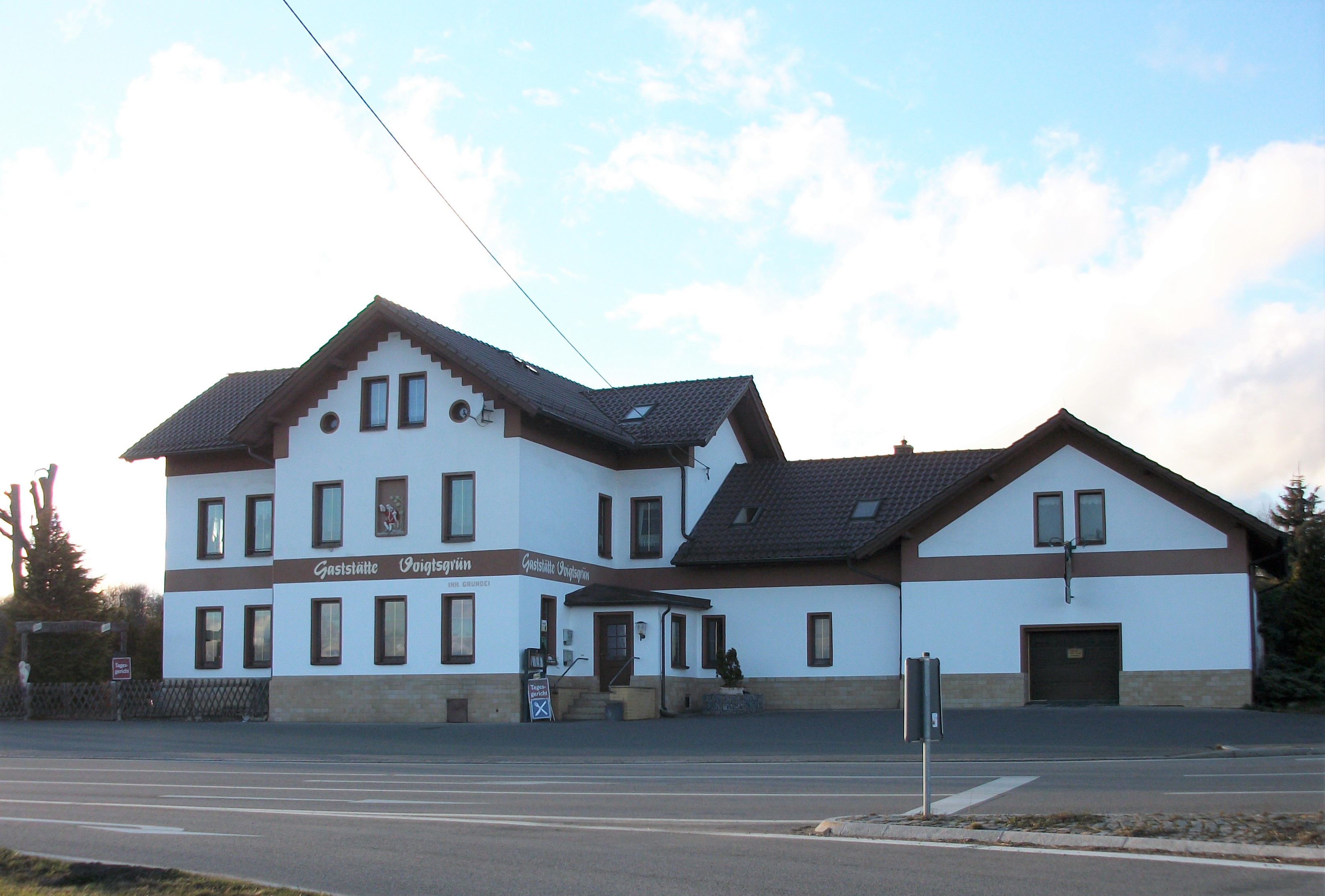
Gaststätte Voigtsgrün

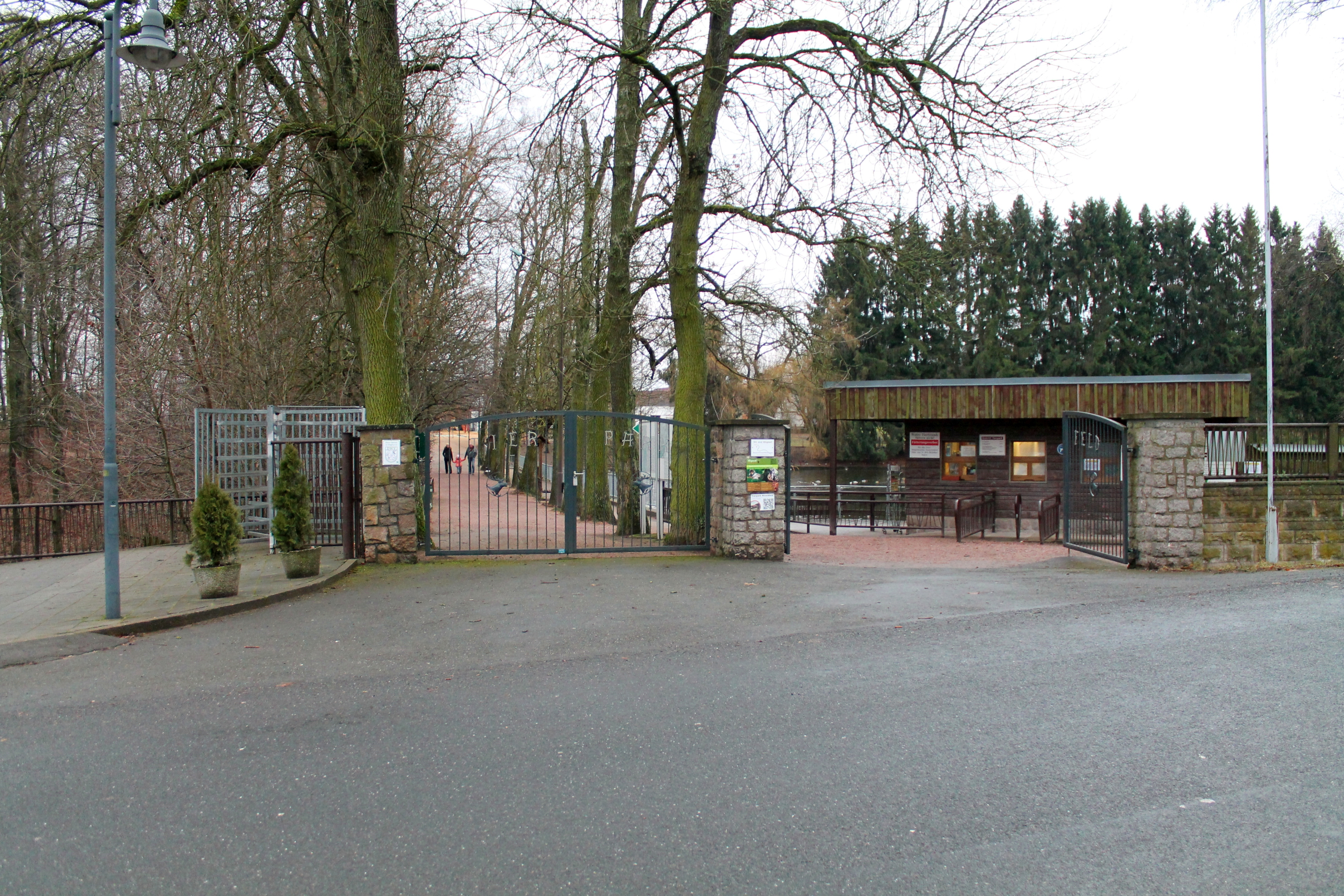
Tierpark Hirschfeld, Eingang

Das Waldhufendorf Voigtsgrün wurde im Jahr 1460 unter dem Namen „Voyczgrün“ erwähnt. Seit 1551 ist in Voigtsgrün ein Vorwerk erwähnt, welches wie die Grundherrschaft über den Ort zum Rittergut Planitz gehörte. Zwischen 1572 und 1579 befand es sich zusammen mit dem Schloss Planitz in den Händen von Georg von Schönburg auf Glauchau und Waldenburg, der die Anwesen bereits 1579 an den Wittenberger Rechtsprofessor Joachim von Beust (1522–1597) weiterveräußerte. Der Sohn, Heinrich von Beust, tauschte den Besitz 1617 gegen Schloss Netzschkau mit Christoph von Reibold, der ihn ein Jahr später an den Oberkämmerer Rudolph Apel von Vitzthum von Eckstedt abtrat, von dem ihn wiederum der Zwickauer Rat erwarb. Kurfürst Johann Georg I. kaufte das Planitzer Gut mit dem Vorwerk Voigtsgrün im Jahr 1623. Sein Nachfolger, Kurfürst Johann Georg III., tauschte das Rittergut Planitz samt dem Vorwerk Voigtsgrün mit drei Brüdern von Arnim 1689 gegen Schloss Pretzsch bei Wittenberg ein.
Im Gegensatz zum Nachbarort Hirschfeld im Amt Wiesenburg gehörte Voigtsgrün bis 1856 zum kursächsischen bzw. königlich-sächsischen Amt Zwickau. 1856 wurde der Ort dem Gerichtsamt Kirchberg und 1875 der Amtshauptmannschaft Zwickau angegliedert. Mit der Eröffnung der Bahnstrecke Zwickau–Falkenstein erhielt Voigtsgrün am 29. November 1875 einen Bahnhof. Auf dem Gelände der Familie von Arnim existierte seit 1870 ein Tiergehege mit Damwild, aus dem sich 1956 der Tierpark Hirschfeld entwickelte. Ende des Jahres 1933 wurde die Herrschaft Planitz geteilt. Der Planitzer Teil mit Schloss und Parkanlage ging für 100.000 Reichsmark an die Planitzer Sparkasse, während die Familie von Arnim das Vorwerk Voigtsgrün bis zur Enteignung im Zuge der Bodenreform in der sowjetischen Besatzungszone im Jahr 1945 behielt.
Am 1. Juli 1950 wurde Voigtsgrün nach Hirschfeld eingemeindet. Durch die zweite Kreisreform in der DDR kam Voigtsgrün als Ortsteil der Gemeinde Hirschfeld im Jahr 1952 zum Kreis Zwickau-Land im Bezirk Chemnitz (1953 in Bezirk Karl-Marx-Stadt umbenannt), der ab 1990 als sächsischer Landkreis Zwickau fortgeführt wurde und 1994 im Landkreis Zwickauer Land bzw. 2008 im Landkreis Zwickau aufging. Kirchlich ist Voigtsgrün bis heute nicht nach Hirschfeld, sondern nach Ebersbrunn gepfarrt.

## Verkehr und Wirtschaft

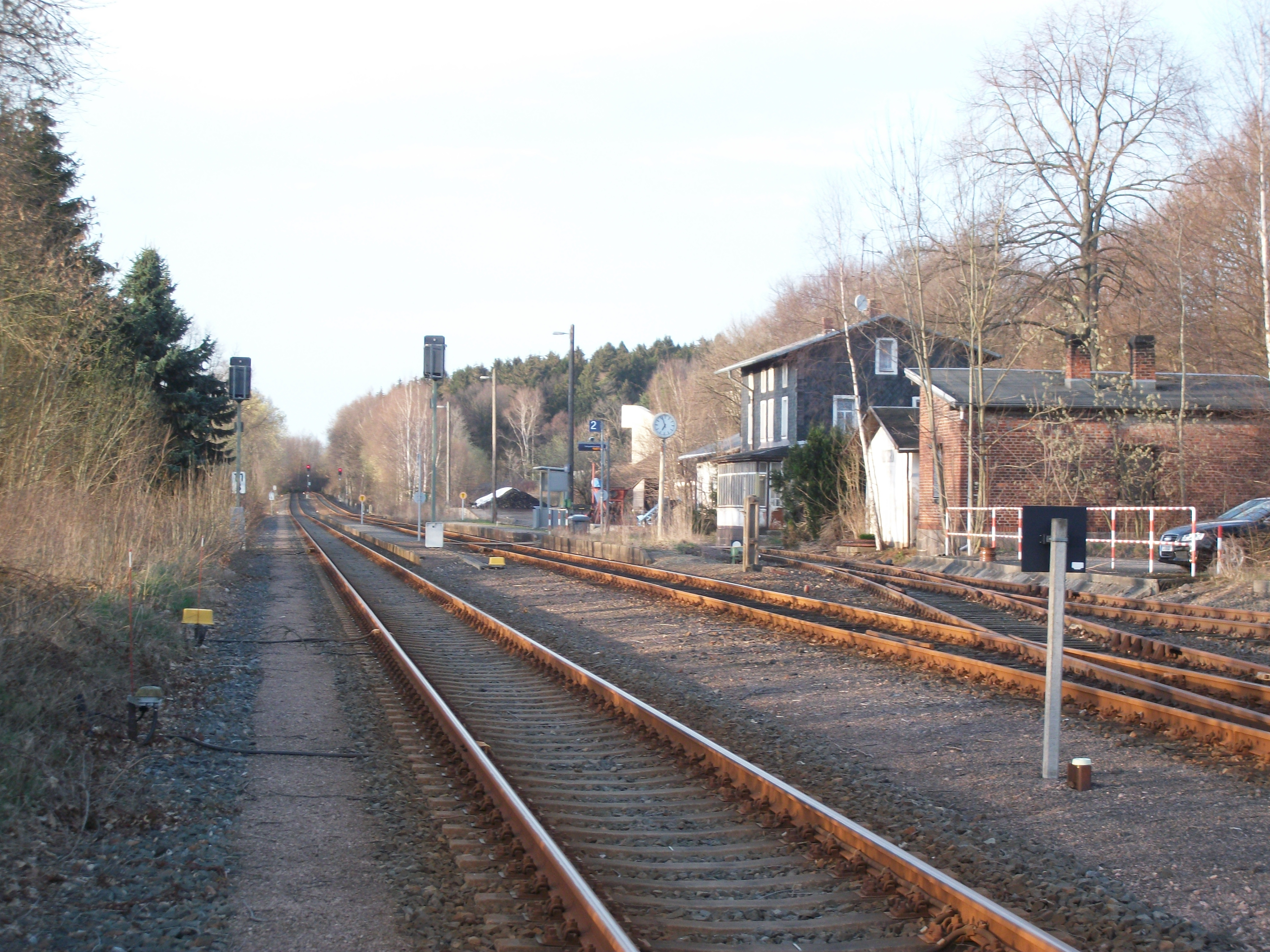
Bahnhof Voigtsgrün (2016)

Durch die nordwestliche Ortsflur von Voigtsgrün verläuft die Bundesautobahn 72 mit der Anschlussstelle „Zwickau-West“, welche teilweise auf Voigtsgrüner Ortsflur liegt. Nördlich der Autobahn verläuft die von der Vogtlandbahn bediente Bahnstrecke Zwickau–Falkenstein, an der Voigtsgrün einen Bahnhof besitzt. Dieser wurde am 29. November 1875 eröffnet. In der Nähe des Bahnhofs befindet sich mit dem Gewerbegebiet „Bahnhofstraße“ eines der zwei Gewerbegebiete der Gemeinde Hirschfeld.

## Sehenswürdigkeiten
- Tierpark Hirschfeld